# Elezioni generali in Mozambico del 2004
Le elezioni generali in Mozambico del 2004 si tennero il 1º e il 2 dicembre per l'elezione del Presidente e dei membri del Parlamento.

## Risultati

### Elezioni presidenziali
| Candidati       | Partiti                                          | Voti      | %     |
| --------------- | ------------------------------------------------ | --------- | ----- |
| Armando Guebuza | Fronte di Liberazione del Mozambico              | 2 004 226 | 63,74 |
| Afonso Dhlakama | Resistenza Nazionale Mozambicana                 | 998 059   | 31,74 |
| Raul Domingos   | Partito per la Pace, la Democrazia e lo Sviluppo | 85 815    | 2,73  |
| Yaqub Sibindy   | Partito Indipendente del Mozambico               | 28 656    | 0,91  |
| Carlos Reis     | Fronte Unito del Cambiamento e del Buon Governo  | 27 412    | 0,87  |
| Totale          | Totale                                           | 3 144 168 | 100   |

### Elezioni legislative
| Liste                                            | Voti      | %     | Seggi |
| ------------------------------------------------ | --------- | ----- | ----- |
| Fronte di Liberazione del Mozambico              | 1 889 054 | 62,03 | 160   |
| Resistenza Nazionale Mozambicana                 | 905 289   | 29,73 | 90    |
| Partito per la Pace, la Democrazia e lo Sviluppo | 60 758    | 2,00  | –     |
| Partito della Libertà e della Solidarietà        | 26 686    | 0,88  | –     |
| Partito della Riconciliazione Nazionale          | 18 220    | 0,60  | –     |
| Partito Indipendente del Mozambico               | 17 960    | 0,59  | –     |
| Partito dell'Ampliamento Sociale del Mozambico   | 15 740    | 0,52  | –     |
| Altri                                            | 111 722   | 3,67  | –     |
| Totale                                           | 3 045 429 | 100   | 250   |